# JEWELS 11th RING
JEWELS 11th RING（ジュエルス・イレブンス・リング）は、日本の女子総合格闘技団体「JEWELS」の大会の一つ。2010年12月17日、東京都文京区後楽の後楽園ホールで開催された。
JEWELS初の後楽園ホール大会となった。

## 大会概要
JEWELS初代ライト級（-52kg）女王決定トーナメントの準決勝、決勝が行なわれた。浜崎朱加が準決勝で能村さくら、決勝でハム・ソヒにそれぞれ判定勝ちを収め優勝。王座を獲得した。
セミファイナルではHIROKOがモーリー・ヘイゼルと対戦し、3ダウンを奪いTKO勝ちを収めた。当初は2008年北京オリンピックレスリング銅メダリストのランディ・ミラーとの対戦が発表されていたが、ミラーが怪我で欠場となったため対戦相手が変更された。両者は2010年8月29日のSHOOT BOXING WORLD TOURNAMENT Girls S-cup 2010でも対戦が予定されていたがミラーの欠場により試合が中止されていた。
ROUGH STONE GP 2010の-48kg級、-52kg級、-56kg級の決勝が行なわれた。-48kg級は魅津希、-52kg級は北村ヒロコ、-56kg級は石川菊代がそれぞれ優勝を果たした。
JEWELS 10th RINGで年内での引退を発表した森藤美樹が引退試合を行ない、過去2戦2敗であった佐々木絹加に3-0の判定勝ち。試合後には引退セレモニーが行なわれた。
美闘陽子を始めとした女子プロレス団体のスターダム所属選手によるスペシャルデモンストレーションや、映画『KG カラテガール』出演者によるスペシャルエキシビションマッチが行なわれた。
ラウンドガールをアイドルユニットKNU23のメンバーが務めた。

## 試合結果

### オープニングファイト
オープニングファイト第1試合 -54kg契約 JEWELSグラップリングルール 4分1R
○ 富松恵美 vs. 小川あけみ ×
1R終了 判定3-0
オープニングファイト第2試合 -55kg契約 JEWELSグラップリングルール 4分1R
○ 湯浅麗歌子 vs. 上遠野真由美 ×
1R終了 判定3-0

### 本戦カード
第1試合 -55kg契約 JEWELS公式ルール 5分2R
○  村田恵実 vs.  anna ×
1R 1:03 腕ひしぎ三角固め
第2試合 -50kg契約 JEWELS公式ルール 5分2R
○  MIYOKO vs.  比嘉麻美 ×
2R 0:43 腕ひしぎ袈裟固め
第3試合 ROUGH STONE GP 2010 -56kg級 決勝 JEWELS公式ルール 5分2R
○  魅津希 vs.  ASAKO ×
1R 2:59 TS（腕ひしぎ十字固め）
※魅津希がROUGH STONE GP 2010 -56kg級優勝。
第4試合 ROUGH STONE GP 2010 -52kg級 決勝 JEWELS公式ルール 5分2R
○  北村ヒロコ vs.  市井舞 ×
2R終了 判定3-0
※北村がROUGH STONE GP 2010 -52kg級優勝。
第5試合 ROUGH STONE GP 2010 -48kg級 決勝 JEWELS公式ルール 5分2R
○  石川菊代 vs.  関友紀子 ×
2R終了 判定2-1
※石川がROUGH STONE GP 2010 -48kg級優勝。
『STARDOM』 presents スペシャルデモンストレーション
美闘陽子、風香
第6試合 JEWELS初代ライト級女王決定トーナメント 準決勝 JEWELS公式ルール 5分2R
○  浜崎朱加 vs.  能村さくら ×
2R終了 判定3-0
第7試合 JEWELS初代ライト級女王決定トーナメント 準決勝 JEWELS公式ルール 5分2R
○  ハム・ソヒ vs.  長野美香 ×
2R終了 判定2-1
第8試合 JEWELS初代ライト級女王決定トーナメント リザーブマッチ JEWELS公式ルール 5分2R
○  石岡沙織 vs.  アミバ ×
1R 2:14 腕ひしぎ十字固め
第9試合 森藤美樹引退試合 -57kg契約 JEWELS特別ルール 5分2R
○  森藤美樹 vs.  佐々木絹加 ×
2R終了 判定3-0
『KG』 presents スペシャルエキシビションマッチ 時間無制限一本勝負
武田梨奈（紅彩夏） vs. 横山一敏（武藤竜士）
第10試合 -59kg契約 JEWELS公式ルール 5分2R
○  エスイ vs.  杉山しずか ×
2R 0:13 TKO（タオル投入）
第11試合 -65kg契約 JEWELS特別ルール 5分2R
○  HIROKO vs.  モーリー・ヘイゼル ×
2R 3:12 TKO（3ノックダウン：パンチ連打）
第12試合 メインイベント JEWELS初代ライト級女王決定トーナメント 決勝 JEWELS公式ルール 5分2R
○  浜崎朱加 vs.  ハム・ソヒ ×
2R終了 判定3-0
※浜崎が優勝、JEWELS初代ライト級女王となった。